# Baju Kurung

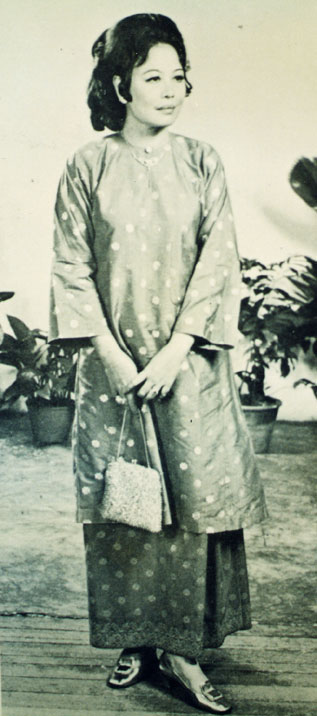
Malaiische Frau in traditioneller Baju Kurung (etwa 1930)

Die Baju Kurung (Jawi: باجو كوروڠ) ist ein traditionelles malaiisches Kostüm, das als „geschlossenes Kleid“ übersetzt wird. Diese Art von Kostüm ist die Nationaltracht Malaysias.
In Indonesien ist es eines der vielen regionalen Gewänder des Landes, das auf der Insel Sumatra am häufigsten zu sehen ist, wo viele Frauen aus der Ethnie der Malaien und Minangkabau es tragen. Baju Kurung ist auch in Singapur und Thailand zu sehen.

## Geschichte

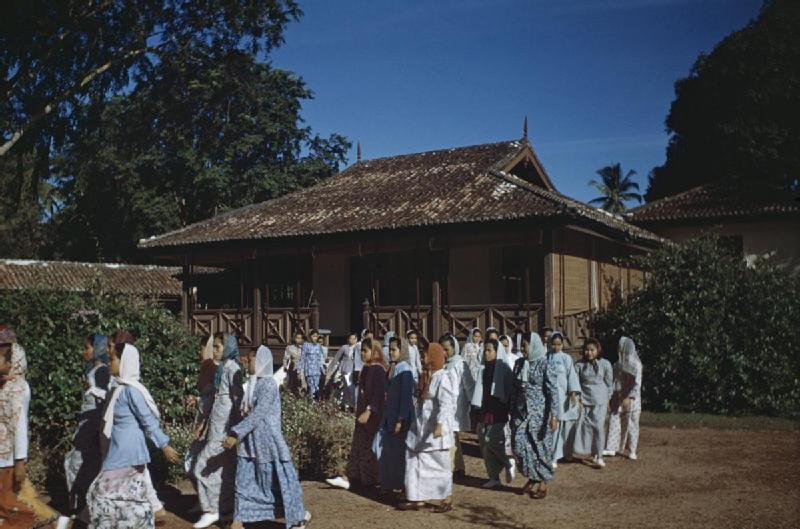
Malaiische Frauen, die Baju Kurung in Malaya tragen (etwa 1950)

Die frühe Baju Kurung war länger und lockerer als der heutige Schnitt. Sie wurde im späten 19. Jahrhundert von Sultan Abu Bakar von Johor populär gemacht.
Es wurde berichtet, dass die Baju Kurung im modernen Malaysia „nicht nur überlebt, sondern gedeiht“, was auf ihre Beliebtheit während der Islamisierung Malaysias in den 1970er und 1980er Jahren hinweist.

## Eigenschaften
Obwohl Baju Kurung der generische Name der Kleidung für Männer und Frauen ist, wird in Malaysia das weibliche Kleid als Baju Kurung bezeichnet, während das männliche Kleid als Baju Melayu bezeichnet wird. Sie wird meist mit einem Sarong zusammen getragen.
Zwei Versionen des Kostüms sind beliebt. Einer ist der Baju Kurung Teluk Belanga und der andere ist der Baju Kurung Cekak Musang. Der Hauptunterschied zwischen diesen beiden Modestilen ist der Schnitt am Hals, bei dem der Teluk-Belanga-Stil keinen Kragen hat und der Halsausschnitt im Stil des Tulang Belut (Aalstacheln oder Knochen) genäht wird. Die Baju Kurung Teluk Belanga stammt, wie der Name schon sagt, aus Teluk Belanga auf der Insel Singapur, die zuvor die Hauptstadt des Bundesstaates Johor war. Auf der anderen Seite hat der Cekak-Musang-Stil einen Stehkragen mit Löchern für fünf Knöpfe, darunter zwei Knöpfe für den Kragen.

## Beschreibung

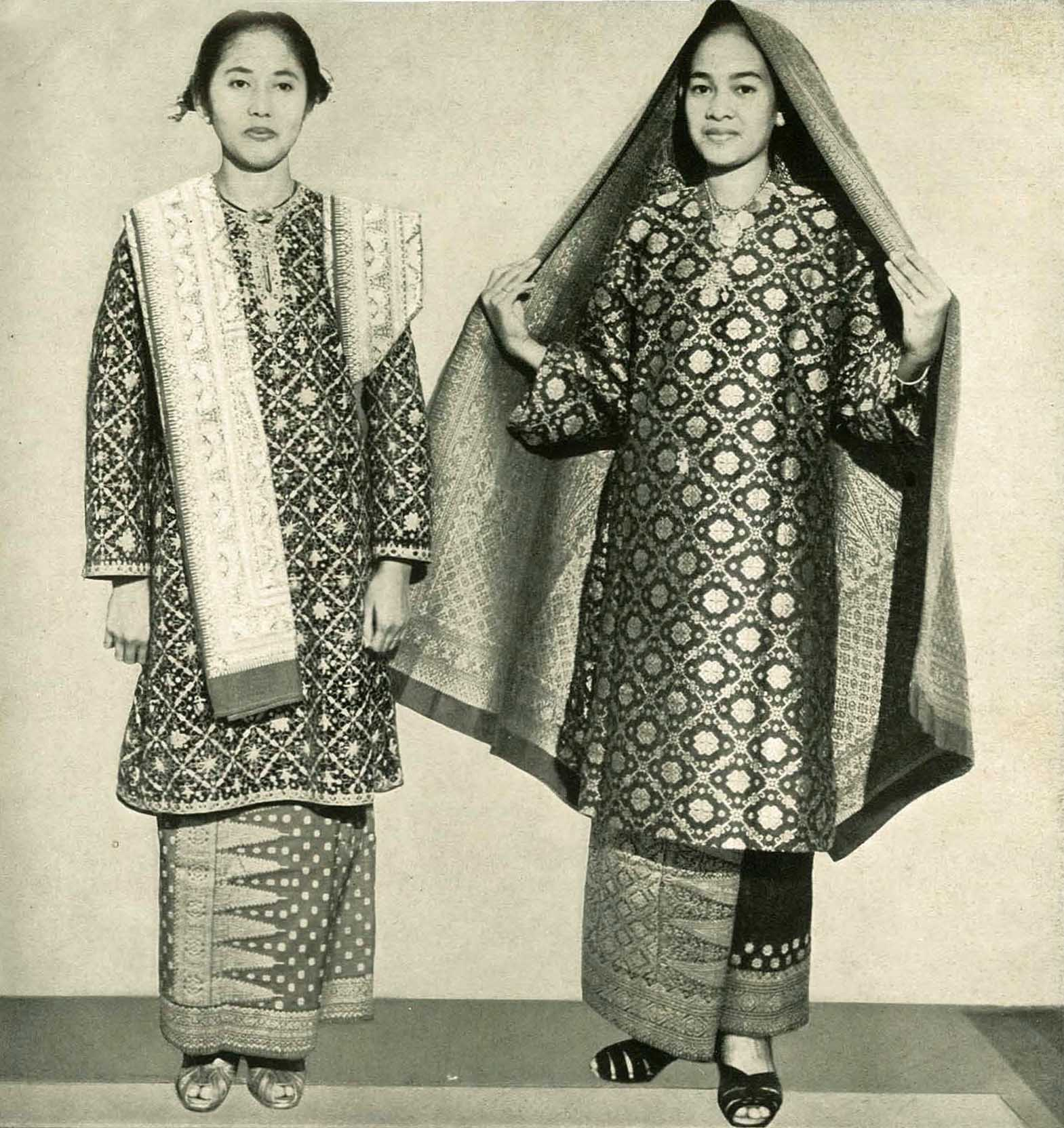
Frauen aus Palembang in Baju Kurung

Eine Baju Kurung ist ein locker sitzendes Kleid in voller Länge, bestehend aus einem Rock und einer Bluse. Der Rock besteht aus einem langen Stoff mit Falten auf einer Seite; Die Bluse ist kragenlos, hat lange Ärmel und erstreckt sich zwischen Hüfte und Knie. Das Kleid ist manchmal aus Seide hergestellt, importiert aus Japan, Südkorea, China, Taiwan, der Türkei oder Indien oder aus den malaysischen Bundesstaaten Terengganu oder Kelantan. Die moderne Baju Kurung verwendet gewöhnlich lebhafte Farben und geometrische Muster.
Traditionalisten bevorzugen Stoffe aus den östlichen Bundesstaaten der Halbinsel Malaysia, Terengganu und Kelantan, in denen die Kultur der Batik und anderer handgefertigter Stoffe immer noch stark ist.
Eine Frau trägt in den eher konservativen Bundesstaaten im Norden Malaysias oft eine Baju Kurung mit einem Kopftuch (einem Tudung).

## Kulturelle Bedeutung
Die Baju Kurung wird auch von weiblichen Nicht-Malaien (einschließlich ethnischer Minderheiten von Malaysias ethnischen Chinesen, Indern und Ureinwohnern) getragen. Dies kann zum Teil darauf zurückzuführen sein, dass die Baju Kurung eine der anerkannten Kleidungsstile für weibliche Beamte und eine der anerkannten Uniformstile für weibliche Schüler ist. Die Spitzenumsätze sind jedoch im Monat Ramadan im muslimischen Kalender zu finden, hauptsächlich aufgrund des bevorstehenden „Hari Raya Aidilfitri“ (malaiisch für Eid al-Fitr) nach dem Ende des Ramadan, der weltweit von Muslimen gefeiert wird. Auch als Schuluniform wird die Baju Kurung verwendet.